# Akira Nakao
Akira Nakao (中尾 彬 Nakao Akira?) (Kisarazu, Chiba, 11 de agosto de 1942-16 de mayo de 2024) fue un actor japonés, personalidad de televisión y artista japonés. Nakao estaba representado por la agencia Furutachi Project.

## Biografía
Nakao asistió a la preparatoria Kibarazu Prefectural de Chiba desde 1958, y entró a la Universidad de Arte Musashino desde 1961. También en 1961, fue seleccionado en la competencia de talentos "5th Nikkatsu New Face".
En 1963, dejó la Universidad de Arte Musashino para estudiar en París, Francia. Al regresar a Japón en 1964, se inscribió en la compañía de teatro Mingei (民芸?), donde estudió con Jūkichi Uno. En 1971, dejó el grupo de teatro Mingei para trabajar como actor independiente.
En 1978, se casó con la actriz Shino Ikenami, hija del comediante rakugo Kingentei Basho. Recibieron el "Nice Couple Award" en 2008.
En 1988, comenzó a estudiar cerámica con Masaaki Kosugi en Karatsu, Saga.
En 2015, Nakao ganó el premio al mejor actor secundario del Tokyo Sports Film Award por su papel en Ryūzō to Shichinin no Kobuntachi.

## Carrera
Nakao ha aparecido en jidaigeki (dramas de época) y dramas contemporáneos en televisión y cine, así como en programas de variedades. Los fanáticos de Abarenbō Shōgun lo reconocen inmediatamente como el intrigante Tokugawa Muneharu, archirrival del octavo shogun Yoshimune. Interpretó el papel durante veinte años. Sus apariciones en películas incluyen cinco episodios de la serie Gokudō no Onna-tachi y seis películas de Godzilla. También actuó en la película de 1992 de Juzo Itami, Minbo no Onna. 

## Filmografía

### Películas
- Getsuyōbi no Yuka (1964)[2]
- Chi o suu ningyo (1970)
- Honjin satsujin jik (1975)
- Nihon no Fixer (1979)
- Shikake-nin Baian (1981)
- Minbo no Onna (1992)
- Godzilla vs. Mechagodzilla II (1993), Takaki Aso
- Godzilla vs. SpaceGodzilla (1994), Takaki Aso
- Godzilla vs. Destoroyah (1995), Takaki Aso
- Hissatsu! Shamisenya no Yuji (1999)
- Godzilla x Mechagodzilla (2002), Hayato Igarashi
- Godzilla x Mothra x Mechagodzilla: Tokyo S.O.S. (2003), Hayato Igarashi
- Godzilla: Final Wars (2004), capitán original de Gotengo
- Aquiles to Kame (2008), coleccionista de arte[6]
- Hagetaka (2009)
- Inu a Anata no Monogatari (2011)
- Outrage Beyond (2012), gángster[7]
- Heroine Shikkaku (2015), él mismo
- Ryūzō to Shichinin no Kobuntachi (2015), Mokichi
- Tonde Saitama (2019)
- Ninkyō Gakuen (2019)

### Televisión
- Shin Heike Monogatari (1972) - Taira no Tadanori
- Homura Tatsu (1993–94) - Emperador Go-Shirakawa
- Hideyoshi (1996) - Shibata Katsuie
- Great Teacher Onizuka (1998) - Hiroshi Uchiyamada
- Yoshitsune (2005) - Kajiwara Kagetoki
- Tenchijin (2009) - Mōri Terumoto
- Ryōmaden (2010) - Shigeta Ichijirō
- Saka no Ue no Kumo - (2010) - Hidaka Sōnojō

### Videojuegos
- Judgment (2018) - Takashi Genda[8]
- Lost Judgment (2021) - Takashi Genda